# Rodríguez (Rizal)
Rodríguez es un municipio parcialmente urbano de Primera Clase de la provincia de Rizal, Filipinas. Tiene un área total de 172,85 km² con una densidad de 1.293,57 h/km². De acuerdo con el censo de 2007, tiene una población de 223.594 habitantes. El alcalde es Pedro Cuerpo, del partido Lakas-CMD.
La ciudad se encuentra a los pies de la cordillera de Sierra Madre, es también una de las ciudades más extensas dentro de la Provincia de Rizal con 172,85 kilómetros cuadrados. 
La leyenda de Bernardo Carpio se dice haber sucedido en las montañas de Montalbán. La leyenda cuenta la historia de un gigante atrapado entre dos montañas.

## Anexión al Área metropolitana de Manila
Con la extensión continua del Metro Manila, el municipio ahora se incluye dentro del área metropolitana de Manila que alcanza Cardona en su partición de Westernmost.

## Alcaldes Municipales
1. 1909–1916 Presidente Municipal Eulogio Rodríguez Sr.
2. 1916–1919 Presidente Municipal Eusebio Manuel
3. 1919–1928 Presidente Municipal Gregorio Bautista
4. 1928–1932 Presidente Municipal Jose Rodríguez
5. 1932–1936 Presidente Municipal Roman Reyes
6. 1936–1940 Alcalde Municipal Jacinto Bautista
7. 1941–1943 Alcalde Municipal Francisco Rodríguez
8. 1943–1944 Alcalde Municipal Federico San Juan
9. 1945 Alcalde Municipal Gavino Cruz
10. 1946–1947 Alcalde Municipal Catalino Bautista
11. 1947 Alcalde Municipal Macario Bautista
12. 1948–1959 Alcalde Municipal Benigno Liamzon
13. 1950 Alcalde Municipal Guillermo Cruz Sr.
14. 1960–1984 Alcalde Municipal Teodoro Rodríguez
15. 1984–1987 Alcalde Municipal Pablo Adriano
16. 1988–1993 Alcalde Municipal Angelito Manuel
17. 1993–1995 Alcalde Municipal Ernesto Villanueva
18. 1995–1998 Alcalde Municipal Pedro Cuerpo
19. 1998–2001 Alcalde Municipal Rafaelito San Diego
20. 2001 al presente Alcalde Municipal Pedro Cuerpo

## Barangays
Rodríguez está políticamente subdividido en 11 barangays (7 urbanos, 4 rurales):
- San José
- Burgos
- Gerónimo
- Macabud
- Mascap
- San Isidro
- San Rafaél
- Balite
- Manggahan
- Rosario
- Puray